# Chinees museum voor wetenschap en technologie
Het Chinees museum voor wetenschap en technologie (vereenvoudigd Chinees: 中国科学技术馆; traditioneel Chinees: 中國科學技術館; pinyin: zhōngguó kēxué jìshù guǎn) is een museum in Peking, China. Het museum ligt in het noorden van de stad, in het district Chaoyang in de buurt van het Nationaal Stadion van Peking. Het museum werd in 1988 in het stadscentrum opgericht, in 2000 uitgebreid en in 2010, twee jaar na de Olympische Spelen van Peking, verplaatst naar een site binnen het Olympisch park.
Op een oppervlakte van 16.000 m² zijn vijf themagebieden uitgewerkt, Science Paradise, The Glory of China, Science & Technology and Life, Explorations and Discoveries en Challenges and the Future
In 2018 hebben meer dan 4.400.000 bezoekers het museum bezocht, wat het een van de meest bezochte musea ter wereld maakt. 